# 로버트 사우디
로버트 소우디(Robert Southey, /ˈsaʊði/ 혹은 /ˈsʌði/; 1774년 8월 12일 - 1843년 3월 21일)는 영국의 낭만주의 시인으로 윌리엄 워즈워스와 새뮤얼 테일러 콜리지와 더불어 "호수시인" 중의 한 사람이자, 1813년부터 1843년 그가 죽을 때까지 30년간 영국의 계관 시인이었다. 그의 명성은 워즈워스와 콜리지에 가려졌으나, 그가 쓴 시들은 여전히 사랑받고 있다.
동시대 사람이자, 친한 친구인 윌리엄 워즈워스와 새뮤얼 테일러 콜리지로 인해 그 명성은 바랜 경향이 있지만, 사우디는 글을 많이 쓴 문학가, 역사학자, 전기 작가였다. 사우디가 쓴 전기는 버니언, 존 웨슬리, 쿠퍼(W. Cowper), 크롬웰, 넬슨의 것이 있다. 허레이쇼 넬슨의 전기 ('넬슨 제독 Den')는 1813년 간행된 이후 좀처럼 절판되지 않았고, 1926년 영국 영화 'Nelson'의 원작이 되기도 했다. 또한 사우디는 포르투갈어, 스페인어 학자로 알려졌으며, 많은 작품을 영어로 번역하고 브라질 역사, 이베리아 반도 전쟁의 역사를 썼다(브라질 역사는 원래는 포르투갈 역사의 일부였다가, 포르투갈 역사는 미완성으로 끝났다). 사우디의 문학사에 가장 큰 공헌은 아마도 아동 문학의 불멸의 고전 《곰 세 마리》(The Three Bears)이다.

## 생애
1774년 8월 12일 로버트 사우디는 잉글랜드의 브리스톨에 있는 와인 스트리트에서 태어났다. 아버지는 토머스 사우디, 어머니는 마거릿 힐이었다. 런던의 웨스트 민스터 학교에서 배웠지만, 채찍질을 비난하는 'The Flagellant (채찍질)'이라는 기사를 잡지에 쓴 다음 퇴학당했다. 그 때 대학 베리오루 대학에 진학했다. 1794년에 사우디는 첫 시집을 발간했다. 같은 해에 사우디은 콜리지 등 몇몇 사람과 미국에서 이상주의적인 자치 단체를 만드는 것을 논의했다.

## 같이 보기
- 골디락스와 곰 세 마리